# Sobre conflictos del alma infantil
Sobre conflictos del alma infantil (en alemán Über Konflikte der kindlichen Seele) es una obra publicada en Leipzig en 1910 por el psiquiatra y psicólogo suizo Carl Gustav Jung.

## Contenido
En este libro, Jung elabora las declaraciones de una niña de cuatro años brindando una visión profunda del significado del interés sexual. Habla de los problemas que surgen a lo largo de los años, los conflictos que crean, así como las soluciones que ayudan y las que no.

## Edición en castellano
- Jung, Carl Gustav (2010). Obra completa de Carl Gustav Jung. Volumen 17: Sobre el desarrollo de la personalidad. 1. Sobre conflictos del alma infantil (1910/1946). Madrid: Editorial Trotta. ISBN 978-84-9879-149-5.

- Datos: Q114436228
- Multimedia: Über Konflikte der kindlichen Seele / Q114436228